# Ture Sventon i Stockholm
Ture Sventon i Stockholm är en skönlitterär barn- och ungdomsbok från 1954 av Åke Holmberg. Boken är en i en serie av flera som handlar om den fiktiva privatdetektiven Ture Sventon.

## Handling
På Tomtebogatan i Stockholm bor och jobbar juvelerare Eriksson. Det lackar mot jul och julförberedelserna är i full gång hemma i juvelerare Erikssons bostad. En morgon upptäcker fru Eriksson till sin förfäran att någon har gått med leriga skor i lägenheten – och hon som precis avslutat julstädningen. Fru Eriksson blir alldeles tagen när hon dessutom hittar en stor flottig hatt på en stol i köket. Någon okänd person har varit i deras våning och snokat runt. Snart upptäcker juvelerare Eriksson att lilla nyckelknippan till hemmet saknas. Han bestämmer sig för att vända sig till privatdetektiven Ture Sventon, innan något blir stulet.
Ture Sventon tar sig an fallet eftersom han vill ta fast "Stora nysilverligan". Ligan som aldrig sprängt ett lås, eftersom de stjäl nycklarna. Snart får han hjälp av sin gode vän från Arabiska öknen, herr Omar, som har rest till Stockholm för att få uppleva snö och svenskt julfirande.